# 佩德羅古亞爾市 (委內瑞拉)

佩德羅古亞爾市（西班牙語：Municipio Pedro Gual），是委內瑞拉的一個市，位於該國北部米蘭達州，首府設於庫皮拉，面積925平方公里，2001年人口17,928，人口密度每平方公里19.38人。